# Шляхетские привилегии
Привилегии шляхетские (пол. Przywileje szlacheckie) — юридические акты, которые издавали короли Руси, великие князья Литовские, короли Польские, касающиеся шляхетских прав и вольностей. Они давали шляхте особые права в обмен на уступки властям. Наиболее важные из них: Кошицкий привилей (1374), Червинский привилей (1422), Вартский статут (1423), Общеземский привилей Казимира (1447), Нешавские статуты (1454), Пётрковский статут (1496).

## Описание
Отдельные такие законодательные акты — Привилегии — касались только католической (польской, позже литовской) шляхты, другие — православной (украинской, белорусской); однако большинство таких привилегий касались всей шляхты Великого княжества Литовского, Русского и Жемойтского и Речи Посполитой.
Шляхетские привилегии, касающиеся сначала польской шляхты, а позже распространившиеся на шляхту Литвы, Украины и Белоруссии, основывались на так называемой Золотой вольности Речи Посполитой. Большинство тех Привилегий (актов) были выданы в период с конца XIV до начала XVI веков. К концу этого периода, шляхте удалось получить столько льгот, расширить свои права и возможности, что они существенно ограничили полномочия короля. На то время это были беспрецедентные права аристократии во всей Европе.
Украинская шляхта, которая начала формироваться ещё во времена Великого княжества Киевского и Королевства Русского, после присоединения Галичины к Польше, начала постепенно приобретать те же права, что и католическая шляхта. Позже, после вхождения большинства украинских земель в состав Великого княжества Литовского, Русского и Жемойтского, украинская шляхта постепенно инкорпорировалась в правовые нормы государства. После польско-литовской унии, украинская шляхта стала жить по законам Речи Посполитой.

## Перечень Привилегий шляхетских
Наиболее важными шляхетскими привилегиями, изданными Королями Польши, Великими князьями Литовскими и Русскими были:
| Дата                                          | Место выдачи                      | Кто выдал            | Содержание |
| --------------------------------------------- | --------------------------------- | -------------------- | --- |
| 1 сентября                                    | Литомышль                         | Вацлав II            | Захватив Малопольшу, король издал Привилегию, в которой подтверждал власть для местной знати, плату рыцарям, и обещание не вводить новые налоги. |
| 17 сентября 1374 (1381 для церкви)            | Кошице                            | Людовик I Великий    | Будучи королем Венгрии, Польши и Руси-Украины, Людвик выдал Кошицкий привилей, в котором закреплял права за мелкой шляхтой. |
| 1387                                          | Вильно                            | Владислав II Ягайло  | Для католических бояр Литвы, Украины и Белоруссии (Великое княжество Литовское, Русское и Жемойтское) гарантия наследственной собственности на землю, освобождение от личных податей владыке. |
| 1388                                          | Пётркув                           | Владислав II Ягайло  | Подтверждение предыдущих прав; плата по 3 гривны за копьё в зарубежных военных кампаниях. |
| 23 июля 1422                                  | Червинск                          | Владислав II Ягайло  | Привилей Червинский — за участие шляхты в Голубской войне с Тевтонским орденом: неприкосновенность имений без приговора суда; король не может чеканить монеты без согласия королевской совета; суды судят по писаному праву; отделения исполнительной власти (старосты и наместники) не могли быть судьями.                                                                          |
| 28 октября 1423                               | Варта                             | Владислав II Ягайло  | Статут Вартский — за трон для потомков: шляхта мог скидывать «капризных и несговорчивых» солтысов; ограничения переселения крестьян из господских земель; «Таксы воеводские» — цены товаров ремесленников, которые устанавливали воеводы. |
| 4 марта 1430 и 9 января 1433 (25 апреля 1425) | Едлина и Краков (Бжесць-Куявский) | Владислав II Ягайло  | Едлинский привилей — в обмен на продление правления династии Ягеллонов: неприкосновенность личности без суда (Neminem captivabimus nisi iure victum) право польское и привилегии благородные распространялись на земле русские (украинские) только шляхтич мог быть епископом. |
| 1447                                          | Вильно                            | Казимир IV           | Виленський привилей — обеспечение независимости и равенства шляхты Польши, Литвы, Украины и Белоруссии; уравнивание прав католической и православной (украинско-белорусской) знати. |
| 1454                                          | Цереквица                         | Казимир IV           | Цереквицкий привилей — за участие шляхты в Тринадцатилетней войне: не проводить мобилизацию, не устанавливать новые налоги и законы без согласия сеймиков; более жесткие меры наказания крестьян за побег из барских земель; узаконивание практики сословных судов земских. Отменён.                                                                                                 |
| 1454                                          | Нешава                            | Казимир IV           | Нешавские статуты — выданные вместо предыдущего привилея (череквицкого) за участие шляхты в Тринадцатилетнеё войне для Великопольши (12 ноября) и для Малопольши (11-12 ноября): не вводить новые законы, набор войска или новые налоги без согласия сеймиков; отмена исключительного права магнатов замещать высшие государственные должности; жесткое наказание за побег крестьян. |
| 1456                                          | Новий Коржин                      | Казимир IV           | Крупные землевладельцы имеют право голоса в деле решения судьбы этой земли. |
| 27 февраля 1493                               | Пётркув                           | Ян I Ольбрахт        | Более жесткие меры наказания в отношении преступников; невмешательство церкви в светские суды; двухпалатный сейм; крестьянин мог оставить землю только после уплаты всех обязательств по отношению к господину; подтверждение ранее выданных привилегий. |
| 26 мая 1496                                   | Пётркув                           | Ян I Ольбрахт        | Пётркувский статут — за участие шляхты в войне против Молдовы: отсутствие пошлин на собственные и импортированные шляхтой товары; только один крестьянин мог покинуть деревню в течение года; запрет на покупку земли горожанами; право введения такс воеводских на товары из городов.                                                                                               |
| 25 октября 1501                               | Мельник                           | Александр Ягеллончик | Привилей Мельницкий — вся власть в руках сенаторов, король только председательствует в Сенате; невыполнение решений Сената королем приводит к его отречение трона. |
| 1504                                          | Пётркув                           | Александр Ягеллончик | Контроль сената и сейма над королевской собственностью; определение организации и компетенции высших правительств королевских (маршалов, казначеев и канцлеров) несовместимость в одном лице двух (или более) правительственных должностей. |
| 1505                                          | Радом                             | Александр Ягеллончик | Конституция Nihil novi (ничего нового) — новые законы издаются только с согласия сената и палаты депутатов; отмена Привилеев 1501 года; гарантия свободного выбора судебных органов; неподпадания дел светских под суды церковные. |
| 1518                                          | Торунь                            | Сигизмунд I Старый   | Король отказывается судить споры между светскими и церковными панами и их подданными. |
| 1520                                          | Быдгощ                            | Сигизмунд I Старый   | Для войны с Орденом: панщина минимум один день в неделю; свобода судоходства для шляхты на Висле; ограничения прав городских судов, когда преступник был шляхтичем. |
| 1538                                          |                                   | Сигизмунд I Старый   | Запрет удаления шляхты из королевских правительственных должностей. |